# Valle de Barrabés
El valle de Barrabés (en catalán: vall de Barravés) es un valle pirenaico situado en la comarca aragonesa de la Ribagorza y la catalana de la alta Ribagorza, siendo recorrido por el río Noguera Ribagorzana de norte a sur. Está compuesto por la parte aragonesa del municipio de Montanuy, y por la catalana de Vilaller. Es fronterizo con el valle de Arán, con el que se comunica a través del túnel de Viella. Las máximas cotas del valle son los picos del Mulleres, Russell y Vallivierna.